# Ophiomitrella parviglobosa
Ophiomitrella parviglobosa är en ormstjärneart som beskrevs av Colonel O'Hara och Sabine Stöhr 2006.
Ophiomitrella parviglobosa ingår i släktet Ophiomitrella och familjen knotterormstjärnor. Inga underarter finns listade i Catalogue of Life.